# Dmitry Sautin
Dmitry Ivanovich Sautin, em russo: Дмитрий Иванович Саутин, (Voronej, 15 de março de 1974) é um saltador russo que competiu em provas de saltos ornamentais pela Equipe Unificada e ainda defende seu país. Dmitry, na história do esporte nos Jogos Olímpicos, é o maior medalhista, entre homens e mulheres, com um total de oito.
Estreando em Jogos Olímpicos defendendo a Equipe Unificada, em Barcelona - 1992, conquistou uma medalha de bronze na prova da plataforma sincronizada. Na edição seguinte, nos Estados Unidos, já como representante da Rússia, atingiu sua primeira vitória, na plataforma de 10 m. Quatro anos mais tarde, em Sydney - 2000, obteve seu melhor resultado olímpico, ao conquistar quatro medalhas: uma de ouro, uma de prata e duas de bronze, nas disputas da plataforma sincronizada, trampolim sincronizado, trampolim de 3 m e plataforma de 10 m, respectivamente. Em 2004, competindo em Atenas, aos trinta anos, subiu ao pódio pela sétima vez, após conquistar sua quarta medalha de bronze. Em Pequim - 2008, aos 34, saiu-se vice-campeão do trampolim sincronizado. tornou-se técnico, seguindo então os passos do pai, também saltador e posteriormente treinador.